# BRAND NEW SONG
《BRAND NEW SONG》是日本二人組合近畿小子的第25張單曲。於2007年4月25日由傑尼斯娛樂唱片公司發行。

## 解説
本單曲的主打歌是組合二人演出的朝日飲料《十六茶》廣告的廣告歌，從2007年2月開始在電視播放。同時也因應推出的時期正藉春天，是一首明朗、上揚的歌曲，以單曲來說是首次以春天作為意識的歌曲。在電視廣告中使用的版本，因應商品的宣傳口號而加入了（好味與健康的平衡）作為歌詞，異於正式推出的版本。而在發售之前，也曾使用過純音樂版本。
收錄歌曲方式方面，沿用了自2005年的單曲《天鵝絨的幽闇》開始的方式，除初回版收錄A面曲的純音樂版本外，兩個版本均會收錄一首各版本獨有的歌曲。除此之外，歌詞本及唱片包裝設計亦有所不同。初回版的歌詞本採用了8頁4疊，更加用上了之前未被使用在單曲的紙盒包裝。而通常版方面就採用了6頁3面的歌詞本。為了使紙盒包裝的設計看起來像信件，包裝用上了特製紙張，封面題字及歌詞本文字內容（說明文字除外）均用上了手寫字體。
另外，初回版及首批通常版都附有《你最喜歡的KinKi Kids歌詞》問卷，樂迷們可以憑卡上的密碼登入指定收集問卷網站，在過去發表過的所有歌曲中票選最喜歡的歌曲。
一如既往，這是自出道以來新入Oricon銷量榜即奪取第一位的連續第25張單曲。另外，本單曲是近畿小子所有單曲史中首次出現首批銷量（發售一星期的推算一週銷量）沒有衝破20萬張。

## 名稱
- 日語原名：BRAND NEW SONG
- 中文意思：全新歌曲
- 香港正東譯名：--
- 台灣艾迴譯名：BRAND NEW SONG

## 收錄歌曲

### 初回版
1. BRAND NEW SONG
  - 作曲、作詞：Gajin
  - 編曲：CHOKKAKU
  - 和音編排：岩田雅之
2. Stay
  - 作曲、編曲：Hiroo Ooyagi
  - 作詞：成海Gazuto
3. Appreciate（アプリシエ）
  - 作曲、編曲：家原正樹
  - 作詞：白鷺剛
  - 弦樂編排：佐藤泰將
4. BRAND NEW SONG (Backing Track)
  - 作曲：Gajin
  - 編曲：CHOKKAKU

### 通常版
1. BRAND NEW SONG
2. Stay
3. hesitated
  - 作曲：磯崎健史
  - 作詞：久保田洋司
  - 編曲：石塚知生
  - 和音編排：ko-saku